# Sundbyberg (đô thị)
Đô thị Sundbyberg (tiếng Thụy Điển: Sundbyberg kommun) là một đô thị ở hạt Stockholm của Thụy Điển. Thủ phủ là thị xã Sundbyberg. Dân số thời điểm 31 tháng 12 năm 2000 là 33868 người.